# Villaconejos
Villaconejos – miasto w Hiszpanii we wspólnocie autonomicznej Madryt, w południowej części regionu. Słynie z melonów rosnących na polach, a jego najstarszym budynkiem jest kościół San Nicolás de Bari z XVI wieku.

## Atrakcje turystyczne
- Kościół parafialny św Mikołaja z Bari
- Kolegiata św Anny
- Wąwóz Villacabras